# 地震発生物理学
地震発生物理学（じしんはっせいぶつりがく）または地震物理学とは、地震（断層破壊）を物理的現象として詳細に分析し、そのメカニズムを解明する学問である。地震学の一分野。
地震発生物理学の命題として、「不均質な地殻内で起こる不均質な断層運動（せん断破壊過程）を説明するための、物理法則を確立させること」が挙げられる。主なテーマとして以下のようなものが挙げられる。
- 実際の地中で想定される高圧高温の環境下において、地殻を構成する岩石の特性からその破壊の過程を研究し、断層の形成や破壊（=地震）がどのように生じるか。
- 地震波の伝播や地質構造を研究し、地中や地表においてどのような地震動が生じるか。また、地震動の特性と被害状況の関係にはどのようなものがあるか。
- 上記研究の結果を反映して、精度が高く定量的な震源モデルや地殻モデルを開発する。

## 地震発生物理学の歴史
19世紀末に始まった近代地震学では、地震のメカニズムを解明しようと様々な試みが行われてきた。それにより、1960年代後半から1980年代にかけて、プレートテクトニクス理論に後押しされてダブル・カップルによるさまざまな震源モデルが考案された。しかし、この手法（運動学的モデル）は破壊速度や破壊範囲が予め決められたものであり、その破壊速度や破壊範囲自体を決める物理法則を解明する必要性が生じてきた。これを受けて1980年代より、岩石破壊実験などから実際のせん断破壊を定式化する試みが始まった。これが現在の地震発生物理学の始まりである。
実験によって、実際の地中では摩擦の効果により岩石同士が「固着」しており、これが大規模に滑ることで断層の動的破壊、つまり地震につながることが分かった。従来、モール・クーロンの破壊基準という考え方があったが、これは粘性の低い物体にしか適用できなかったため実態と乖離していた。これに代えて、グリフィスは岩石内の微小な亀裂（クラック）の成長とエネルギー分布に着目してこれを定式化し（グリフィスの破壊基準）、これが認められて広く使用されるようになった。定式化によってモデル計算が可能となり、急速に研究の幅が広がった。現在では、ひずみの蓄積から破壊核の形成、そして動的破壊（地震）までの一連の過程を記述することも可能になりつつある。一方で、地震被害の多発に伴い、これを地震予知に応用する必要性が高まってきている。